# 호랑이해 현상
호랑이해 현상(일본어: 寅年現象 도라도시겐쇼[*])는 일본에서 12년에 한 번씩 호랑이해에 실시되는 참의원 의원 통상선거에서 투표율이 상승하는 현상을 말한다. 아사히 신문 기자였던 이시카와 마스미가 처음으로 사용했다.

## 개요
호랑이해(범띠해)는 통일지방선거를 1년 앞두고 참의원 선거가 치러지는 해이다. 1947년 제1회 참의원 의원 통상선거와 제1회 통일지방선거가 같은 해에 실시된 이후 지방 선거는 4년에 한 번, 참의원 선거는 3년에 한 번씩 치러지고 있다. 따라서 4와 3의 최소공배수인 12년마다 통일지방선거를 1년가량 앞두고 참의원 선거가 실시되는 일이 반복되고 있으며, 또 12년에 한 번씩이기 때문에 12간지의 하나인 호랑이해에만 이런 상황이 생긴다. 그래서 "호랑이해 현상"이라고 부르게 된 것이다.
호랑이해 참의원 선거는 이듬해의 지방 선거를 앞두고 있고, 지방자치단체장 및 지방의회 의원 등의 지방 정치인들은 자신과 거리가 가까운 인물이 참의원 의원이 된다면 내년 지방 선거에서 자신들이 승리하기 수월해지므로 참의원 선거 때 전력을 다해 자신이 소속된 정당을 지원하게 된다. 따라서 지방 정치인들이 밑바닥에서 지지층 결집을 위해 힘을 모으면서 결과적으로 참의원 선거에서 투표율이 상승하게 된다는 것이다. 따라서 호랑이해 현상은 돼지해 현상과는 반대되는 개념이다.
1947년 일본국 헌법 시행 이후의 호랑이해로는 1950년, 1962년, 1974년, 1986년, 1998년, 2010년, 2022년이 있다.
1998년까지 5차례 있었던 호랑이해 참의원 선거에서는 직전 참의원 선거 또는 직후 참의원 선거보다 투표율이 높아지는 현상이 나타났지만 유일하게 2010년에는 직전 선거인 2007년보다 투표율이 낮아졌다.

## 같이 보기
- 1구 현상
- 돼지해 현상